# Фрийтаун - селски район
Фрийтаун – селски район е един от двата района на Западната област на Сиера Леоне. Включва няколко населени места в близост до столицата на страната – град Фрийтаун. Някои от тях са Уотърлоо, Бенгема, Коя и др. Площта на района е 613 км², а населението е 444 270 души (по преброяване от декември 2015 г.).